# پزشکان قهرمان
پزشکان قهرمان (به انگلیسی: Mighty Med) یک مجموعه تلویزیونی آمریکایی در ژانر کمدی موقعیت، علمی–تخیلی و ابرقهرمانی محصول شبکه دیزنی است که از ۷ اکتبر ۲۰۱۳ تا ۹ سپتامبر ۲۰۱۵ و در ۲ فصل و ۴۴ قسمت از شبکه دیزنی اکس‌دی پخش می شد.

## داستان
دو نوجوان به نام‌های کز و اولیور یک بیمارستان مخفی برای ابرقهرمانان کشف می‌کنند و یک شغل تمام عمر به آن‌ها پیشنهاد می‌شود و فرصتی برای نجات افرادی که مردم را نجات می‌دهند، پیدا می‌کنند.

## بازیگران
- بردلی استیو پری در نقش کز: بهترین دوست الیور، گرچه او در مدرسه تنبل است اما به الیور فداکار است. او اغلب سعی می‌کند که یک میانبر برای حل مشکلات پیدا کند اما در نهایت باعث دردسر خودش و اولیور می‌شود، در حالیکه او گاهی احمق به نظر می‌رسد اما می‌تواند به طور غیرمنتظره‌ای راه‌حلی هوشمندانه پیدا کند. او تحت یک اتفاق، قدرت‌های ابرانسانی به دست می‌آورد.
- جیک شورت در نقش اولیور: بهترین دوست کز، او باهوش و مهربان است، او عاشق اسکایلر است. اولیور هم مانند کز، تحت یک اتفاق، قدرت‌های ابرانسانی به دست می‌آورد.
- پاریس برلک در نقش اسکایلر استورم: ابرقهرمانی از سیاره بیگانه کالدرا که معشوقه اولیور است. او علاوه بر داشتن شرایط ابرانسانی، قدرت‌هایی همچون دید پرتو ایکس، القای انفجار، عقب بردن زمان، دستکاری جسم آسمانی، پرواز، قدرت زیاد، غیرقابل لمس بودن، استتار، نامرئی بودن، زنده ماندن در فضا و سرعت زیاد را داراست. او قدرت‌های خود را در یک نبرد از دست داد و به دنبال بازیابی قدرت‌های خود است. با این حال او هنوز دارای مهارت زیادی در نبردهای تن به تن است.
- دوان لئوس در نقش آلن دیاز: برادرزاده هوراس که تمام تلاش خود را برای خلاص شدن از سر کز و اولیور انجام می‌دهد، با این حال، در بعضی اوقات به آن‌ها کمک می‌کند. او وقتی که می‌ترسد تبدیل به حیوان می‌شود و توانایی تبدیل کردن بقیه مردم به حیوانات را دارد.
- اوگی آیزاک در نقش گاس: دوست کز و اولیور.